# Glass Spider Live
Glass Spider Live is een onofficieel livealbum van de Britse muzikant David Bowie, uitgebracht in 2008. Het album is de dubbel-cd-versie van de optredens die Bowie gaf op 7 en 9 november 1987 in het Sydney Entertainment Centre tijdens zijn Glass Spider Tour. Deze optredens werden eerder uitgebracht op VHS en dvd als onderdeel van de video Glass Spider. De speciale editie van deze video bevat ook een dubbel-cd van Bowies optreden in het Montreal Olympic Stadium op 30 augustus 1987.

## Tracklist
- Alle nummers geschreven door Bowie, tenzij anders genoteerd.

1. "Intro/Up the Hill Backwards/Glass Spider" – 9:48
2. "Day-In Day-Out" – 4:35
3. "Bang Bang" (Iggy Pop/Ivan Kral) – 4:05
4. "Absolute Beginners" – 7:13
5. "Loving the Alien" – 7:12
6. "China Girl" (Bowie/Pop) – 7:00
7. "Rebel Rebel" – 4:56
8. "Fashion" – 3:46
9. "Never Let Me Down" (Bowie/Carlos Alomar) – 5:00
10. ""Heroes"" (Bowie/Brian Eno) – 3:58
11. "Sons of the Silent Age" – 4:28
12. "Young Americans/Band Introduction" – 3:08
13. "The Jean Genie" – 5:00
14. "Let's Dance" – 6:01
15. "Time" – 4:56
16. "Fame" (Bowie/John Lennon/Alomar) – 5:10
17. "Blue Jean" – 6:50
18. "I Wanna Be Your Dog" (Pop/Ron Asheton/Scott Asheton/David Alexander) – 3:53
19. "White Light/White Heat" (Lou Reed) – 3:53
20. "Modern Love" – 3:56

## Musici
- David Bowie: zang
- Carlos Alomar: gitaar, achtergrondzang
- Peter Frampton: gitaar, achtergrondzang
- Carmine Rojas: basgitaar, achtergrondzang
- Alan Childs: drums
- Richard Cottle: synthesizer, saxofoon
- Erdal Kizilcay: keyboards, conga, viool, trompet